# Молебний
Моле́бний (рос. Молебный) — річка в Республіці Комі, Росія, права притока річки Ілич, правої притоки річки Печора. Протікає територією Троїцько-Печорського району.
Річка протікає на південь, південний захід, північний захід та захід.